# 217

## Esdeveniments
- 11 d'abril - Roma: Macrí es proclama emperador després de l'assassinat de Caracal·la en una conspiració que és probable que ell mateix organitzés.
- Armènia: Macrí en reconeix Tiridates II com a rei.
- Nísibis (Pàrtia): Es produeix una gran batalla entre els romans de Macrí i els parts d'Artaban V, amb la victòria d'aquests.
- Roma: Calixt I és nomenat papa, després de la mort de Zeferí I.
- Roma: Un grup de disconformes amb les tesis oficials proclama Papa a Hipòlit de Roma, que esdevindrà el primer antipapa.

## Necrològiques
- 8 d'abril - Haran (Pàrtia): Caracal·la, emperador romà, assassinat per una probable conspiració.
- 20 de desembre - Roma: Zeferí I, Papa.